# شیمودا بوگیو
شیمودا بوگیو (به ژاپنی: 下田奉行 Shimoda bugyō)، مقام‌های شوگون‌سالاری توکوگاوا در دوره ادو ژاپن بودند. انتصاب در این دفتر برجسته معمولاً از دایمیوهای فودای بود. تفاسیر متعارف این عناوین ژاپنی را به عنوان «کمیسیون»، «نظارت» یا «فرماندار» تعبیر کرده‌اند.
این افراد منصوب باکوفو (شوگون‌سالاری) مسئول اداره بندر شیمودا، شیزوئوکا و تجارت خارجی در منطقه بودند.